# Elaeocarpus howii
Elaeocarpus howii là một loài thực vật có hoa trong họ Côm. Loài này được Merr. & Chun mô tả khoa học đầu tiên năm 1940.